# 河合邦人
河合 邦人（かわい くにと、1923年（大正12年）12月5日 - 1983年（昭和58年）10月13日）は、日本の実業家、教育者、政治家。河合塾創始者である河合逸治の二男。

## 経歴
広島県世羅郡世羅町出身。1943年名古屋高等商業学校（現名古屋大学経済学部）卒業。高校教師を経て、戦後間も無く父・逸治を助け河合塾の経営に参画。また広島県東広島市の喜久牡丹酒造専務を兼任、のち社長も歴任した。さらに1963年4月に広島県議会議員に初当選(通算4期務めた後、5期目の任期中に病死)。翌1964年、父の後を継ぎ河合塾理事長に就任。当時、名古屋市内に2つだけだった塾を予備校の他、外国語専門学校など積極経営で拡張、のちに河合塾経営に参画した兄・河合斌人と共に1977年、駒場校開校を皮切りに同塾の全国展開を図り三大予備校の1つに育てあげた。1982年、斌人の理事長就任で名誉理事長となり1983年、病のため59歳で逝去した。